# كأس القارات لكرة السلة 1980
كأس القارات لكرة السلة 1980 هو الموسم 13 من  كأس القارات لكرة السلة. أشرف على تنظيمه الاتحاد الدولي لكرة السلة، وكان عدد الأندية المشاركة فيه  5، وفاز فيه مكابي تل أبيب لكرة السلة.